# Ланге, Густав Людвиг
Густав Людвиг Ланге (нем. Gustav Ludwig Lange; 1863—1936) — немецкий физик.

## Биография
Густав Людвиг Ланге родился 21 июня 1863 года в городе Гиссене в семье профессора Людвига Ланге и его жены Адельхайде Блюм (нем. Adelheide Blume). Изучал математику, физику, а также психологию, эпистемологию и этику в Лейпцигском и Гиссенском университетах в 1882—1885 гг.
В 1885—1887 гг. Г. Л. Ланге был помощником немецкого врача, физиолога и психолога Вильгельма Вундта и примерно в то время получил научную степень доктора философии.
В научных кругах Ланге известен прежде всего тем, что в 1885 году ввёл термин «инерциальная система» (нем. Inertialsystem), который означал систему координат, в которой справедливы законы Ньютона. По замыслу Ланге, этот термин должен был заменить понятие «абсолютного пространства», подвергнутого в этот период жёсткой критике. С появлением теории относительности понятие было обобщено до «инерциальной системы отсчёта».
Начиная с 1887 года у него уже стали проявляться первые симптомы нервного расстройства, которые со временем только усиливались.
Густав Людвиг Ланге умер 12 июля 1936 в психиатрической клинике «Klinikum am Weissenhof» в городе Вайнсберге.

## Избранная библиография
- Nochmals über das Beharrungsgesetz. In: Philosophische Studien 2 (1885), 539—545.
- Ueber die wissenschaftliche Fassung des Galileischen Beharrungsgesetzes. In: Philosophische Studien 2 (1885), 266—297.
- Die geschichtliche Entwicklung des Bewegungsbegriffes und ihr voraussichtliches Endergebniss. In: Philosophische Studien 3 (1886), 337—419.
- Neue Experimente über den Vorgang der einfachen Reaction auf Sinneseindrücke, Erster Artikel. In: Philosophische Studien 4 (1888), 479—510.
- Ein Chronograph nebst Controlapparat für sehr genaue Zeitmessungen. In: Philosophische Studien 4 (1888), 457—470.
- Ueber das Maßprincip der Psychophysik und den Algorithmus der Empfindungsgrößen. In: Philosophische Studien 10 (1894), 125—139.
- Das Inertialsystem vor dem Forum der Naturforschung. In: Philosophische Studien 20 (1902), 1-71.